# Gastão Worms
Gastão Worms (São Paulo, 20 de maio de 1905 — Rio de Janeiro, 1967) foi um pintor, escultor, desenhista, professor e caricaturista brasileiro.

## Vida e obra
Muito cedo, Gastão Worms toma lições de pintura e desenho com sua mãe, a pintora franco-brasileira Bertha Worms. Ainda criança, faz desenhos e caricaturas para as revistas Kosmos e O Pimpão. Em 1922, recebe menção honrosa com a tela Pobrezinha, na 28ª Exposição Geral de Belas Artes, no Rio de Janeiro, iniciando a carreira de pintor. No ano seguinte, expõe com sua mãe em São Paulo. Produz caricaturas para o Diário da Noite, sob o pseudônimo de "Valverde". Em 1926, realiza sua primeira exposição individual, com 43 obras, sediada no Palácio dos Correios na capital paulista.

### Na Europa
Em 1927, Gastão parte para a Europa, matriculando-se a seguir na Académie de la Grande Chaumière, em Paris. A partir de 1929, freqüenta a Academia Julian, permanecendo na capital francesa até 1932, sob o auxílio do Pensionato Artístico do Estado de São Paulo.

### Retorno
De volta a São Paulo, colabora na decoração do baile carnavalesco da Sociedade Pró-Arte Moderna. Participa de diversas mostras coletivas, de várias edições do Salão Paulista de Belas Artes e leciona francês em escolas particulares da cidade. Em 1941 é um dos expositores do 1º Salão de Arte da Feira Nacional de Indústrias organizado pelo pintor Quirino da Silva e montado no recinto do Parque da Água Branca. Em 1943, transfere-se para o Rio de Janeiro. Participa da 1ª Bienal Internacional de Arte de São Paulo, em 1951, e das duas primeiras edições do Salão Nacional de Arte Moderna, nos anos seguintes.